# Peridroma nigroides
Peridroma nigroides là một loài bướm đêm trong họ Noctuidae.